# Paraje Natural de Poblet
El Paraje Natural de Poblet es un espacio natural de protección especial español, situado en la vertiente norte de las montañas de Prades, correspondiente con la cabecera del río Francolí, en la Cuenca de Barberá, provincia de Tarragona. Ha sido declarado paraje natural de interés nacional (PNIN) por la Generalidad de Cataluña en el año 1984 con el fin de conservar y defender el medio, preservar el paisaje y restaurar el patrimonio del marco natural que rodea el monasterio de Santa María de Poblet. En 1998 se declararon por Decreto las Reservas Naturales Parciales (RNP) del barranco de la Trinidad y del barranco del Tillar. Ambas se gestionan conjuntamente con el PNIN de Poblet. La superficie protegida se enmarca dentro de los términos municipales de Vimbodí y la Espluga de Francolí.